# Any Sant Jacobeu

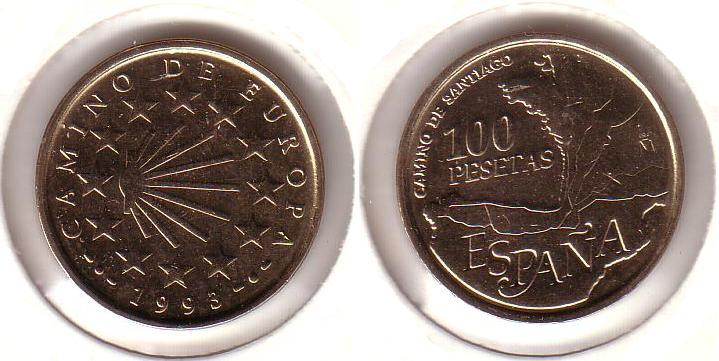
Monedes commemoratives del Jacobeu 1993

L'Any Sant Jacobeu (en gallec: Ano Santo Xacobeo), també anomenat Any Sant Compostel·là o simplement Xacobeo, és una celebració catòlica que té lloc a Santiago de Compostel·la els anys en què el 25 de juliol, festivitat de l'Apòstol, cau en diumenge. Això succeeix amb una regularitat de 28 anys, celebrant-se cada 6, 5, 6 i 11 anys, el que significa que cada segle se celebren 14 Xacobeos.
El primer Any Jacobeu el va establir el Papa Calixte II el 1122 per a l'any 1126. Els últims han estat 1993, 1999, 2004, 2010 i 2021. El proper serà el 2027.

## Tradició
La celebració de cada any sant atorga la indulgència a tots aquells fidels que voluntàriament compleixin les següents condicions:
- Visitar la catedral de Santiago de Compostel·la, a Galícia.
- Resar alguna oració (almenys, el Credo o el Parenostre) i demanar per les intencions del Papa. Es recomana també assistir a la Santa Missa.
- Rebre els sagraments de la penitència i de la comunió; és a dir, confessar-se i combregar (en els quinze dies anteriors o posteriors a la visita de la catedral)

És costum, a més, accedir a la catedral travessant la Porta Santa que s'obre únicament en ocasió d'aquesta solemnitat.

## Anys sants
|     | +6   | +5   | +6   | +11  |
| --- | ---- | ---- | ---- | ---- |
| +28 | 1909 | 1915 | 1920 | 1926 |
| +28 | 1937 | 1943 | 1948 | 1954 |
| +28 | 1965 | 1971 | 1976 | 1982 |
| +28 | 1993 | 1999 | 2004 | 2010 |
| +28 | 2021 | 2027 | 2032 | 2038 |
| +28 | 2049 | 2055 | 2060 | 2066 |
| +28 | 2077 | 2083 | 2088 | 2094 |

Aquestes dates, on el 25 de juliol cau en diumenge, poden consultar-se aquí Arxivat 2010-03-04 a Wayback Machine.
Aquesta taula és correcta per als segles xx i XXI, a causa que l'any 2000 ha estat de traspàs. La cadència canvia als segles següents, ja que el 2020, 2010 i 2000 si són de traspàs (són divisibles per cent, però no per quatre-canys després), amb el qual ja es trenca la cadència 6-5-6-11 dels dos segles anteriors. L'últim any sant del segle xix va ser el 1897, el primer del segle xx va ser el 1909. Entre tots dos transcorren 12 anys a causa que l'any 1900 tampoc és de traspàs. A causa que no tots els anys divisibles per quatre són de traspàs, en algunes ocasions poden transcórrer lapses de 7 o 12 anys entre dos anys sants consecutius quan pertanyin a diferents segles.